# سانسور ابرشرکتی
سانسور ابرشرکتی سانسور توسط ابرشرکت‌ها است. این اتفاق زمانی می‌افتد که سخنگو، کارفرما یا همکاران تجاری بیان کسی را با تهدید به زیان پولی، از دست دادن شغل یا از دست دادن دسترسی به بازار تحدید می‌کند. این سانسور در انواع مختلف صنایع وجود دارد.

## موارد قابل توجه

### آمازون
آمازون به عنوان یکی از بزرگ‌ترین کسب و کارهای تجارت الکترونیکی در ایالات متحده، درگیر مباحثی شده است که به اقدامات مشابه سانسور آن اشاره دارد.
در سال ۲۰۱۴، آمازون در تلاش برای کنترل بیشتر بر قیمت گذاری آنلاین، پیش سفارش‌های کاپیتان آمریکا: سرباز زمستان بر روی دیسک را کرد . این ادامه استراتژی‌های مشابهی بود که آمازون زمانی با ناشر کتاب هاچت و استودیوی فیلم‌سازی وارنر برادران استفاده می‌کرد. از آنجا که استودیوهای فیلم به سود فروش دی وی دی و بلو ری احتیاج داشتند در حالی که آمازون تاب از دست دادن یک مشتری را داشت، آمازون از این روش برای ایجاد فشار بر شرکت والت دیزنی برای قدرت قیمت گذاری بیشتر استفاده کرد.

### گوگل
یکی از اقدامات سانسورگرانه ای که گوگل درگیر آن است سانسور اطلاعات در مورد گوگل چین است. قبل از اینکه سرویس گوگل در چین غیرفعال شود، از سیاست‌های اینترنتی چین پیروی می‌کرد و برخی از مطالب را که برای نمایش در زمینه چینی مناسب نبود حذف کرد. گوگل به دلیل نقض اصل ترویج «یک اینترنت به‌طور کلی باز» خود مورد انتقاد قرار گرفت. اریک اشمیت، مدیر عامل ارشد وقت گوگل، پایبندی گوگل به این موضوع را تأیید کرد و همچنین اشاره کرد که رعایت مقررات چین بهتر از عدم حضور در بازار چین است. در ژانویه ۲۰۱۰، گوگل اعلام کرد که دیگر به امور سانسورگرانه دست نخواهد زد. در سپتامبر ۲۰۱۰ گوگل گوگل شفافیت را برای به اشتراک گذاشتن اطلاعات در مورد فعالیت‌های دولت‌ها و شرکت‌ها در مورد دسترسی و کنترل اطلاعات راه اندازی کرد.
موارد فزاینده ای در سراسر جهان وجود دارد که شامل سانسور در گوگل است، و اطلاعات را از دسترس عموم مردم ممنوع می‌کند. به عنوان مثال نمای خیابان گوگل مپس، پایگاه‌های نظامی در ایالات متحده را به دلیل مسائل امنیتی پوشش نمی‌دهد. اتحادیه اروپا همچنین پیشنهاد کرد که نمای خیابان قوانین حریم خصوصی اتحادیه اروپا را نقض می‌کند.

### فیس بوک
فیس بوک سایتی است که در آن مردم به‌طور مکرر اطلاعاتی را دربارهٔ موضع‌گیری‌های سیاسی خود منتشر می‌کنند یا درگیر بحث‌های سیاسی و اجتماعی می‌شوند. از سال ۲۰۰۹، فیس بوک از حقوق منکران هولوکاست برای ارسال مطلب در وب سایت خود حمایت می‌کند. در سال ۲۰۱۸، با این حال، فیس بوک سیاست جدیدی را اعلام کرد که "اطلاعات غلط که به خشونت بینجامد " را حذف می‌کند در حالی که سانسور کامل را بر این سخنرانی‌ها اعمال نمی‌کند. مارک زاکربرگ، مدیر عامل فیس بوک، گفت که اطلاعات خاصی وجود دارد که افراد به دلیل اشتباه برداشت آنها ارسال می‌کنند، اما شاید نه به این دلیل که آنها عمداً آن را اشتباه گرفته‌اند. حتی اگر آنها این کار را از روی عمد انجام می‌دادند، فیس بوک نمی‌توانست اهداف آنها را دریابد و برای این کار تلاش نمی‌کند؛ بنابراین، آنها در حال مرور اطلاعات در فیس بوک هستند و اطلاعات نادرست، گمراه کننده یا توهین آمیز را حذف می‌کنند، اما اطلاعات را در برخی از گروه‌ها مانند انکار هولوکاست از دم سانسور نمی‌کنند. در نتیجه این سیاست، مطالب دروغی دربارهٔ مسلمانان و بودایی‌ها در سریلانکا حذف شدند.